# Viana del Bollo
Viana del Bollo (en gallego, Viana do Bolo) es un municipio español situado en el este de la provincia de Orense (Galicia). Fue cabeza del partido judicial de su mismo nombre hasta 1965, cuando pasó a formar parte del partido judicial de Trives. el municipio está situado en el corazón del país del Bibey, a caballo entre las comunidades de Galicia y Castilla y León, rozando en su extremo oriental las tierras del parque natural del lago de Sanabria. Esta comarca, conocida como la Maxia Verde de Galicia, forma parte de las sierras sur-orientales gallegas, caracterizadas por sus altas montañas y sus profundos valles, recorridos por numerosos ríos como el río Bibey, el Camba o el Conso, que en muchos casos forman embalses y cañones. 
Con una superficie (271,51 km²) es, tras La Vega, el segundo municipio más extenso de la provincia. Es un pueblo eminentemente agrícola y ganadero. La agricultura, limitada por el clima y el minifundio, es principalmente para el consumo particular si exceptuamos la castaña, con gran expansión y demanda en el mercado. Se trata de una forma de agricultura muy ecológica, que mantiene el paisaje en su estado muy natural, lo que convierte a esta zona en un zona de gran atractivo turístico. En cuanto a la ganadería, predomina el vacuno, seguido por el ovino, el caprino y el porcino. Su aprovechamiento en fundamentalmente cárnico, con una gran tradición en los procesos de transformación autóctonos. La actividad forestal se ha visto incrementada notablemente, a pesar de los incendios sufridos en los últimos años. Las coníferas han sido las especies más repobladas.
La actividad industrial se centra en las empresas de transformación agraria y en la producción de energía hidroeléctrica en los valles de Bibey, Camba y Conso. El río Bibey en su curso alto recorre estas tierras montañosas y circunda el promontorio sobre el que se eleva la villa.
La principal vía de comunicación es la carretera OU-533, que va de Freixido (La Rúa) hasta La Gudiña, y por la que dista 115 km de la ciudad de Orense.

## Historia y arte

### Alta Edad Media

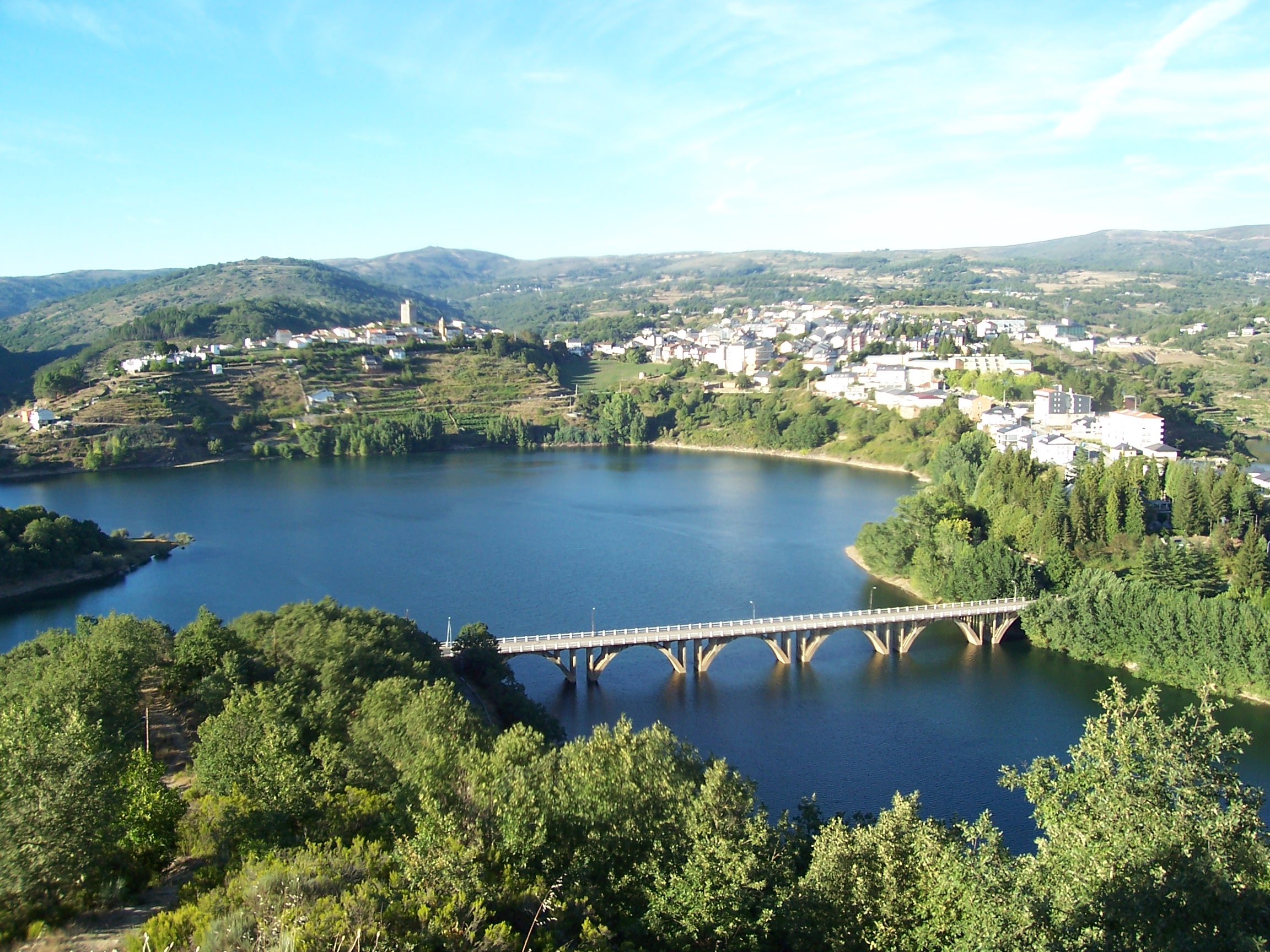
Vista del municipio de Viana del Bollo.

Todo parece indicar que los primeros pobladores se asentaron en un castro, situado en el lugar que hoy ocupa la villa, donde se encontró en el año 1728 una plancha de bronce labrada perteneciente a estos antiguos pobladores castreños, relacionados en diversos estudios con la tribu de los bíbalos y con la antigua ciudad romana de Forum Bibalorum. La presencia romana en la zona queda reflejada por la gran cantidad de restos y edificaciones halladas en numerosos castros y minas. Destacan los castros de "O Castelo", en Covelo; "O Forxancal", en Hedroso; "O Buraco do Mouro", en A Bouza; "As Antas", en Fradelo; "O Castelo", en San Agustín; y "O Castelo dos Mouros", en Fornelos de Cova. Aún quedan vestigios de las antiguas instalaciones mineras de "O Castrillón", en Pinza; "As Antas", en Fradelo; "As Borreas", en Caldesiños; y "A Fraga", en Pradocabalos. Asimismo, destacan algunos restos de origen romano como el "Relieve" de Bembibre (datado entre los siglos I y III después de Cristo), así como el "Ara" de Viana del Bollo y el "Camino Real" de Rubiales.
La historia de Viana del Bollo transcurre a la sombra de su castillo, el cual, edificado en la Edad Media, gozaba de fueros y gobierno propios. El devenir histórico de estas tierras está estrechamente vinculado a esta fortaleza medieval. Aún perdura la llamada Torre da Homenaxe, de base cuadrada y con una altura de 18 metros, que fue levantada alrededor del año 800 para la defensa contra los moros y fue destruida durante las luchas que los vianeses sostuvieron con ellos. 
En el año 1180 llega a Viana del Bollo Fernando II, que encuentra la fortaleza destruida, la reedifica y repuebla la villa. La Torre del Homenaje perteneció en primera instancia a Fernando Osorio de Castro.

### Baja Edad Media

Escudo de armas del conde Pedro Enríquez y de su hijo, el duque Fadrique Enríquez.

A finales del siglo XIV la villa perteneció al noble potentado Pedro Enríquez de Castilla, que era nieto del rey Alfonso XI de Castilla y también conde de Trastámara, Lemos, Sarria, Viana y El Bollo, condestable de Castilla, pertiguero mayor de Santiago y comendero mayor del obispado de Mondoñedo y de otros muchos monasterios gallegos. Y el conde Pedro ya aparecía en un documento de mayo de 1372 expedido en la ciudad de Santiago de Compostela, y citado por Eduardo Pardo de Guevara y Valdés, con los títulos de «conde de Trastámara, de Lemos e de Sarria, del Bollo e de Viana, e señor de Robreda e pertiguero mayor de Santiago».
A la muerte del conde Pedro Enríquez, que falleció en la ciudad de Orense el 2 de mayo de 1400, su hijo Fadrique Enríquez de Castilla heredó los condados de Trastámara y Lemos y el señorío de Sarria, entre otros muchos, como señaló Franco Silva. Y también heredó el título de conde de Viana y El Bollo y llegó a ser duque de Arjona, pertiguero mayor de Santiago y señor de Ponferrada y Villafranca de Valcárcel.
Pero en 1429 el duque Fadrique fue apresado por orden del rey Juan II de Castilla y despojado de todos sus títulos y posesiones, y murió a finales de marzo de 1430 en el castillo de Peñafiel. Se sospecha que pudo haber sido asesinado por orden del rey Juan II de Castilla, aunque otros afirman que murió por causas naturales.

### Edad Moderna y Contemporánea
El rey Felipe II erigió el marquesado de Viana del Bollo a favor de Pedro Pimentel de Velasco, hijo del conde de Benavente, quien se tituló primer marqués de Viana del Bollo. En el siglo XV, la población, afectada por conflictos varios, hubo de ser reconstruida. En el siglo XIX, durante las guerras carlistas, fue de nuevo escenario de duros enfrentamientos militares.

### Siglos XX-XXI
Hasta la reforma de la nomenclatura municipal de 1916 el municipio se llamaba simplemente Viana. En dicha fecha su nombre fue modificado por el de Viana del Bollo.
Parte del municipio de Viana vivió gracias a la explotación de estaño y wolframio de la mina de Penouta que durante 1971 y 1986 extrajeron primero, Hornos de Bilbao y luego Rumasa. Tras cesar la actividad la mina quedó abandonada, con el consiguiente problema medioambiental, y muchos empleados se vieron forzados a emigrar o a dedicarse a otras actividades para subsistir. Décadas después, en 2012, una compañía de capital español y americano, Strategic Minerals Spain, encontró tantalio en la mina, del que se extrae la tantalita con el que se obtiene el coltán, un elemento muy usado en la fabricación de equipos electrónicos.

## Demografía
Cuenta con una población de 2736 habitantes (INE 2024).
| Gráfica de evolución demográfica de Viana do Bolo entre 1842 y 2021 |
| |
| Población de derecho según los censos de población del INE Población de hecho según los censos de población del INEEn estos censos se denominaba Viana: 1842, 1877, 1887, 1897, 1900 y 1910 En estos censos se denominaba Viana del Bollo: 1857, 1860, 1920, 1930, 1940, 1950, 1960, 1970 y 1981 |

A finales del siglo XIX (1900) el municipio contaba con 8016 habitantes, pero el censo sufrió un ligero descenso en la primera mitad de siglo XX, registrándose 7906 habitantes en 1930. En 1950 la población había aumentado a 8448 habitantes, pero a partir de este año se produce un progresivo proceso de emigración, principalmente a Brasil, así como a diversas ciudades españolas y a otros países de América y Europa, destacando Alemania y Francia. En 1981 el censo registraba 6411 habitantes. Diez años después, en 1991, la población había descendido a 4672. Durante la década de los años 90 y los primeros años del siglo XXI el número de habitantes siguió disminuyendo, aunque a menor ritmo: 4398 habitantes en 1996; 3893 habitantes en 2001; 3743 habitantes en 2003; y 3663 habitantes en 2004, con una densidad de población de 13,53 habitantes por kilómetro cuadrado. En 2005 la población total registrada fue de 3575 habitantes. Dos años después, en 2007, la cifra se situó en 3442 residentes. En 2008, el censo descendió hasta los 3368 habitantes. Cinco años más tarde, en el año 2013 había 3180 habitantes.

## Organización territorial

Mapa con la división parroquial de Viana

El municipio está formado por sesenta y dos entidades de población distribuidas en treinta y cinco parroquias:
- Bembibre (San Andrés)[21][24][25]
- Caldesiños (Santa Cristina)
- Cepedelo (Santa María)
- Covelo (San Lorenzo)[21][26]
- Fornelos de Filloás (Santa María)
- Fradelo (San Vicente)[21][27][25]
- Frojanes[28] (San Blas)[21][29]
- Grijoá[28] (San Pedro)[30]
- Hedroso (San Román)
- Lozariegos[28] (Santa María)[31]
- Morisca[28] (Santa María)[32]
- Paradela (San Pedro)
- Penouta (San Bartolomé)[21][33]
- Pijeiros[28] (Santa María)[34]
- Pinza (Santa María)
- Pradocabalos (Santa María)
- Pradorramisquedo (San Sebastián)
- Punjeiro[28] (San Marcos)[35]
- Quintela de Hedroso (San Cosme)[36]
- Quintela de Humoso[28] (Padre Eterno)[21][36][37]
- Quintela del Pando[28] (Santa Isabel)[36]
- Ramilo (San Pedro)
- Rubiales[28] (San Ciprián)[38]
- San Cipriano[28][39]
- San Mamed[28] (Santiago)[40]
- San Martín[28] (San Juan)[41]
- Santa Marina del Puente[28][42]
- Sever (San Lorenzo)[21][43]
- Solveira[28] (San Adrián)[21]
- Tabazoa de Hedroso (Santa María)
- Tabazoa de Humoso[28] (San Sebastián)[21][44]
- Viana del Bollo[28] (Santa María)[4]
- Villardemilo[28] (Santa María)[45]
- Villarmeao[28] (San Antonio Abad)[46]
- Villaseco[28] (San Vicente)[21][47]

## Arte
La Torre del Homenaje fue declarada Monumento Histórico-Artístico el 22 de abril de 1949. En la Torre del Homenaje se ubica el Museo Etnográfico de Viana del Bollo, en el que se puede contemplar una amplia representación de la cultura popular tradicional de estas tierras. Sus fondos se distribuyen en varias secciones: La arquitectura popular, el hogar y la vida doméstica, las técnicas agrícolas y ganaderas y por último, la artesanía y los oficios tradicionales.
Todas las parroquias, a excepción de Villarmeao, formaban parte de la jurisdicción de Viana del Bollo, cuyo señorío correspondía al rey. Con la formación a principios del siglo XIX de los primeros ayuntamientos, aparecen aquí cuatro municipios: Grijoá, Rubiales, Solveira y Viana del Bollo, pero en 1836 todos se integraron en el de Viana del Bollo.
La villa de Viana del Bollo, con su pintoresco y singular emplazamiento, es un buen punto de partida para iniciar un recorrido por la comarca. Ocupa un pequeño promontorio, rodeado por uno de los brazos del embalse de Bao y coronado por los restos de la antigua fortaleza medieval. En torno a la plaza Mayor gira la vida de los habitantes de esta villa. Edificios barrocos con soportales, un frontón semicircular, pináculos, gárgolas y balconadas coexisten con nobles galerías acristaladas y su fuente, conocida como "el pilón", un monumento que se levantó para conmemorar el alzamiento liberal liderado por Antonio Rodríguez Bordás que tuvo lugar en la villa en el mes de octubre de 1830, que fue ahogado con la ejecución en la plaza de los protagonistas de la revuelta.
La comarca de Viana del Bollo cuenta con numerosas iglesias de origen románico y gran riqueza arquitectónica. Destacan las iglesias de Bembibre, Grijoá y San Cipriano. Brilla con luz propia la iglesia del Padre Eterno, un santuario neoclásico del siglo XVII donde se celebra anualmente, en el día de la Trinidad,  una famosa romería popular. También cabe destacar la iglesia parroquial de Viana, que conserva restos románicos en sus ventanas, de doble arco de herradura, con clara influencia mozárabe. 
En cuanto a la arquitectura civil, los pazos constituyen una interesante representación del arte y de la historia del municipio. Entre los más representativos se encuentran el Pazo de Humoso (del siglo XVIII, que conserva un patio interior, representativo de la cultura paciega orensana), el Pazo de Fradelo, el Pazo de Punjeiro y el Pazo de Grijoá, escenario de una de las novelas de Eduardo Blanco Amor.

## Flora y fauna
La riqueza paisajística de estas tierras de montaña constituye una razón suficiente para su visita. En este entorno natural destaca el equilibrio entre el monte bajo y la superficie arbórea, con hermosos prados salpicando los pequeños valles, donde podemos encontrar abundantes sotos de castaños centenarios, robles, coníferas, abedules y alisos. En uno de estos sotos destaca el llamado Pai dos Rebolos, un ejemplar de Quercus robur (roble) de grandes dimensiones. 
Existen diferentes rutas que discurren entre estos espacios naturales para la práctica del senderismo. Se puede afirmar que nos encontramos ante uno de los escasos espacios de España donde la naturaleza conserva un alto grado de virginidad, con sus centenarios árboles en los que tienen su morada aves como el búho real, el águila real, el pájaro carpintero y la oropéndola. También hay lobos ibéricos, junto con manadas de corzos, jabalíes y zorros; y en los parajes más intransitables de los ríos vive la nutria, la marta, la jineta, el martín pescador y el pato salvaje.

## Gastronomía
Los días 13 y 28 de cada mes se celebran en la villa las tradicionales ferias, a las que asisten los aldeanos del municipio con ganado y productos agrícolas para su venta, aprovechando para saborear unas raciones de pulpo a la gallega.
Es típica la androlla, un embutido elaborado a base de costilla de cerdo adobada y curada al humo de las tradicionales lareiras, que cada año es homenajeada y festejada el domingo de Carnaval. Se dice que la androlla la inventó, hace aproximadamente dos mil años, un gallego orensano de El Bollo llamado Petrus Petri, de ahí que algunos llamen Pedro Prez a este embutido. La androlla se presenta en tripa gorda, ahumada como si fuera un chorizo y rellena de costilla troceada con carne; todo ello sazonado con sal, pimentón dulce, pimentón picante y ajo en su justa medida para no degradar su particular sabor. Después le corresponde pasar unos diez días ahumándose y unos veinte días de secado. Este embutido recuerda un poco al botillo de El Bierzo, pero existen dos diferencias: para la androlla se utiliza la tripa gorda y para el botillo se utiliza el estómago; además, la androlla se rellena de costilla de cerdo adobada y troceada, mientras que el botillo se rellena de huesos y carne de la cabeza del cerdo.
El "Domingo Gordo" del Entrudio de Viana del Bollo se celebra la llamada Fiesta de la androlla, una comida multitudinaria que tiene lugar en el interior del pabellón polideportivo y en sus alrededores, que acogen a 3000 comensales. El menú comienza con un caldo con picatostes, seguido de los cachelos (patatas cocidas) con grelos, lacón, chorizo y androlla. A continuación se sirve el cordero asado (criado en la zona), para rematar la comida con la bica de Viana (una especie de bizcocho) y los vianos, unos bombones rellenos de miel.

## Entrudio(Carnaval)

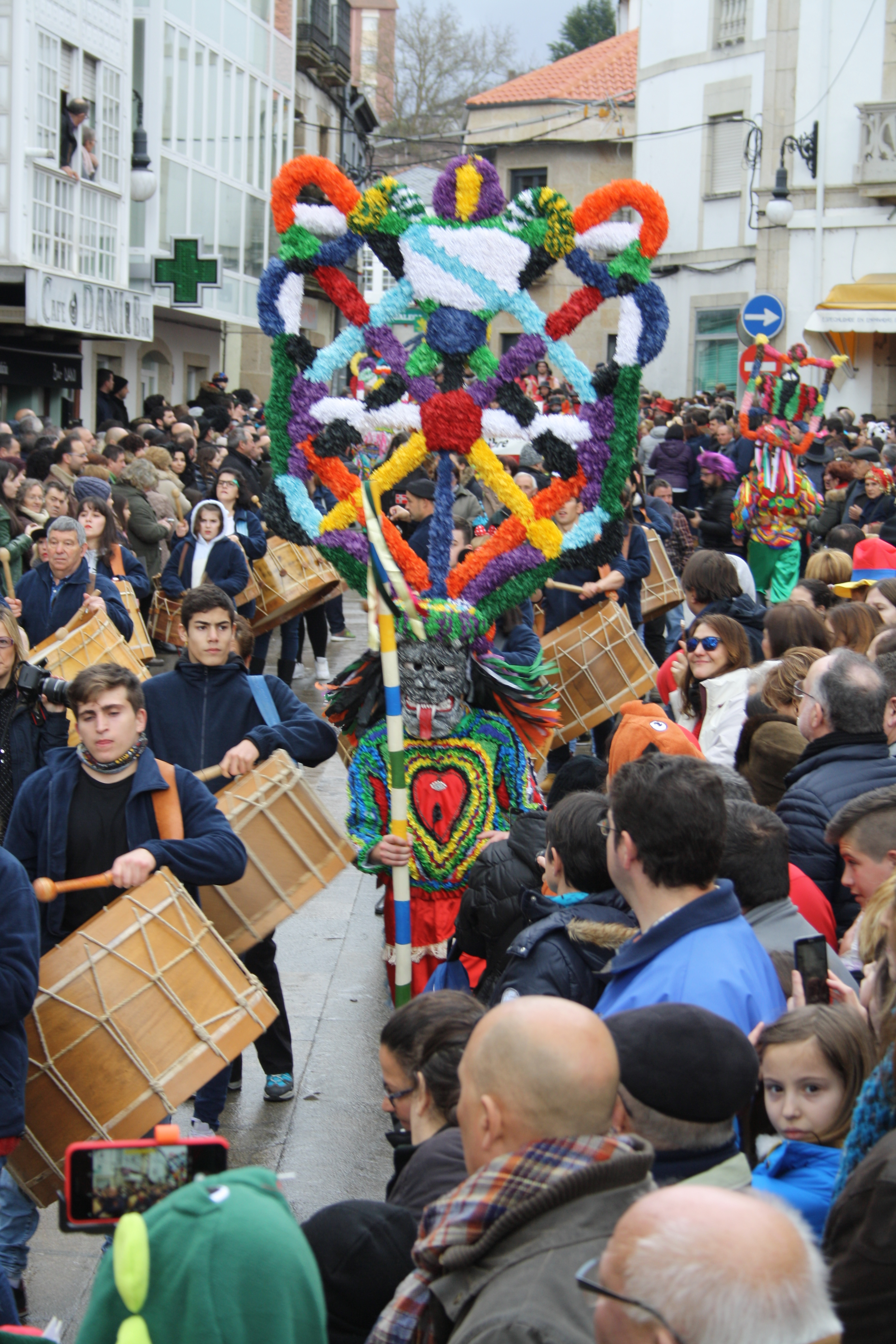
Fulión y boteiro, los dos elementos principales del entrudio en Viana.

El entrudio o carnaval de Viana del Bollo es el más antiguo y con más tradición de la zona. Los preparativos de esta fiesta comienzan al finalizar el día de Reyes, con los ensayos y la preparación de disfraces y carrozas. Al finalizar la jornada diaria y durante los fines de semana, los vecinos se organizan para ir a tocar el "fulión" por todos los pueblos de la comarca. 
Y así hasta que llega el primero de los días de harina ("fariña"), "O Xoves de Compadres" (El Jueves de Compadres), que tiene lugar dos jueves antes del "Domingo Gordo" (Domingo de Carnaval). La noche anterior, la del miércoles, las mujeres persiguen a los hombres para robarles una prenda y colocársela al "Lardeiro", un muñeco de hierro relleno de paja y petardos que se cuelga en un poste de la plaza Mayor. Al día siguiente, el jueves, los hombres persiguen a las mujeres para llenarlas de harina. Luego lo celebran con una gran cena de compadres, tras la cual se sale de parranda hasta el amanecer. A continuación llega el sábado de harina, con fiesta y charangas para dar la bienvenida a los jóvenes que estudian fuera del pueblo.
El siguiente jueves es el día de la revancha de las mujeres, O Xoves de Comadres La noche anterior son los mozos los que roban una prenda a las chicas para colocársela a la muñeca "Lardeira", que se coloca en un poste al lado del "Lardeiro". Durante el día, las mujeres persiguen a los hombres para llenarlos de harina. Por la tarde, los niños tienen su día especial, con desfiles de disfraces y carrozas, acompañados de grupos tocando el "fulión". Por la noche, las mujeres, disfrazadas y agrupadas en comparsas que rivalizan entre ellas, organizan una cena, sólo para ellas, que finaliza con el alba. El viernes se celebra una fiesta de disfraces para niños y mayores, juntándose todos de noche para ir de "fulionada" por calles y bares de la villa, al igual que el sábado, un día en el que la población de Viana del Bollo se suele triplicar.
El "Domingo Gordo" es el día grande del carnaval. Desde bien temprano, la Banda de Gaitas del Ayuntamiento recorre las calles con alboradas para despertar a vecinos y visitantes. Tras la recepción a las autoridades, el pregón y la entrega de las insignias de la "androlla", se inicia el gran desfile que recorre las principales calles, participando todos los personajes típicos del entrudio: los Boteiros, la Mula, los Fulións y las Carrozas La camiseta de los boteiros es artesanal, confeccionada con más de mil metros de seda o cinta de raso, que forman distintas figuras geométricas. La Mula, siempre va guiada por un maragato; antiguamente se subía a sus lomos al cacique del pueblo para que convidase a vino y viandas a todos los vecinos. El fulión es una banda de música formada por los lugareños, que hacen sonar rítmicamente grandes bombos y aperos de labranza. 
Durante esta jornada, el concejo obsequia a todos los visitantes con la degustación de un pincho de androlla, el producto gastronómico más internacional de la zona, y que celebra su propia fiesta en este día.
Como en todos los carnavales de la provincia de Orense, el lunes es el día dedicado a los niños, con desfiles, concursos y pasacalles en los que los más pequeños son los reyes de la fiesta. El martes es el penúltimo día del Entrudio. El fulión recorre las calles y se despide hasta el año próximo. Disfrazados y cargados de harina, los participantes en la fiesta, recorren las calles hasta la hora del baile y de los concursos de disfraces. Al día siguiente, Miércoles de Ceniza, tiene lugar la procesión del entierro de la sardina.

## Fiestas y ferias
Todas las parroquias de Viana del Bollo celebran sus fiestas patronales, entre las que destacan las de la Asunción de Nuestra Señora, del 13 al 17 de agosto, la Romería del Padre Eterno, en mayo, y la Romería de San Antón, el 14 de junio. 
Todos los días 13 y 28 de cada mes se celebra la típica feria en Viana del Bollo, con un popular mercadillo y, por supuesto, numerosos pulpeiros.
Desde 2015 se viene celebrando en Viana del Bollo y Vilariño de Conso la "Mascarada Ibérica" ("Festival Internacional Mascarada Ibérica ViBoMask" desde 2020). Este festival, que ejerce de antesala del Entrudio local, se celebra en enero y ha llegado a congregar en su última edición más de 40 mascaradas de invierno de diversos puntos de España, Portugal e incluso Italia, con cerca de 700 participantes, lo que hace de ella la mayor concentración de mascaradas de toda la península ibérica.

## Transporte

### Carretera
Viana del Bollo se encuentra en pleno corazón del país de Bibey. La mejor manera de acceder es desde la OU-533, que va desde La Rúa N-120 hasta La Gudiña N-550 A-52. 
|           | Distancia hasta Viana |
| --------- | --------------------- |
| La Gudiña | 19 km                 |
| La Rúa    | 31 km                 |
| Verín     | 52 km                 |
| Orense    | 123 km                |
| Madrid    | 417 km                |
| Barcelona | 974 km                |

### Pontón
Una pequeña aldea perteneciente a la parroquia de Pinza. La carretera termina allí por lo que es muy tranquila. Desde sus prados se puede ver completamente Viana del Bollo. Posee una pequeña capilla muy antigua en la que se celebra una misa, normalmente en el mes de agosto.

## Actividades
- Cicloturismo
- Rutas a caballo
- Tiro al plato
- Tiro con arco
- Quads
- Pistas de motocross
- Senderismo
- Paseos en barca
- Barcas a pedales
- Motos acuáticas
- Paint-ball
- Pesca intensiva en los distintos cotos y ríos de la zona
- Caza mayor y menor intensiva todo el año: batidas de corzo y jabalí / rececho de corzo y ciervo / esperas de jabalí / codorniz / perdiz / conejo /liebre